# Adolphe Appian
Adolphe Appian (născut ca Jacques Barthelemy Adolphe Appian ; n. 23 august 1818, Lyon, Franța – d. 29 aprilie 1898, Lyon, Rhône⁠(d), Franța) a fost un pictor și gravor francez peisagist.

## Tinerețe
Appian s-a născut la Lyon și și-a schimbat numele în Adolphe Appian la vârsta de cincisprezece ani. La vârsta de cincisprezece ani, Appian a urmat Ecole des Beaux-Arts din Lyon, care era o școală de artă specializată în pregătirea pentru decorarea țesăturilor de către o industrie locală de mătase. A studiat cu Jean-Michel Grobon⁠(d) și Augustin Alexandre Thierrat. Mai târziu și-a deschis un studio în Lyon și a lucrat ca grafician. A călătorit la Paris pentru a-și termina studiile și, după ce a expus o pictură și un desen cu cărbune la Salonul de la Paris⁠(d) în 1853, s-a împrietenit cu Camille Corot și Charles-François Daubigny, care i-au influențat foarte mult stilul. Appian a fost ales Cavaler al Legiunii de Onoare.

## Lucrări
În 1866, cele două lucrări pe care Appian le-a expus la Paris au fost cumpărate de Napoleon al III-lea și de prințesa Mathilde.La începutul carierei sale a pictat tablouri de atmosferă într-o paletă monocromatică, de pe malul râului Rhône și din sudul Franței. În 1870 și-a schimbat stilul pentru a folosi culori strălucitoare și izbitoare în picturile sale, dar a continuat să realizeze desene în cărbune, precum și mici gravuri ale peisajelor în stilul Barbizon.
În calitate de gravor, a avut o influență distinctă asupra artistului american Stephen Parrish⁠(d).
Appian a murit la Lyon la 29 aprilie 1898.

## Galerie

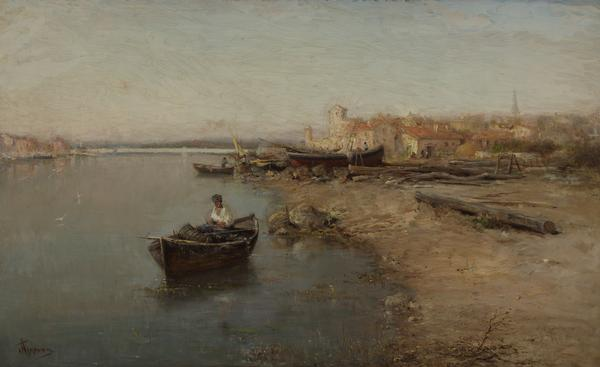
Le Soir aux Martiguese, 1850
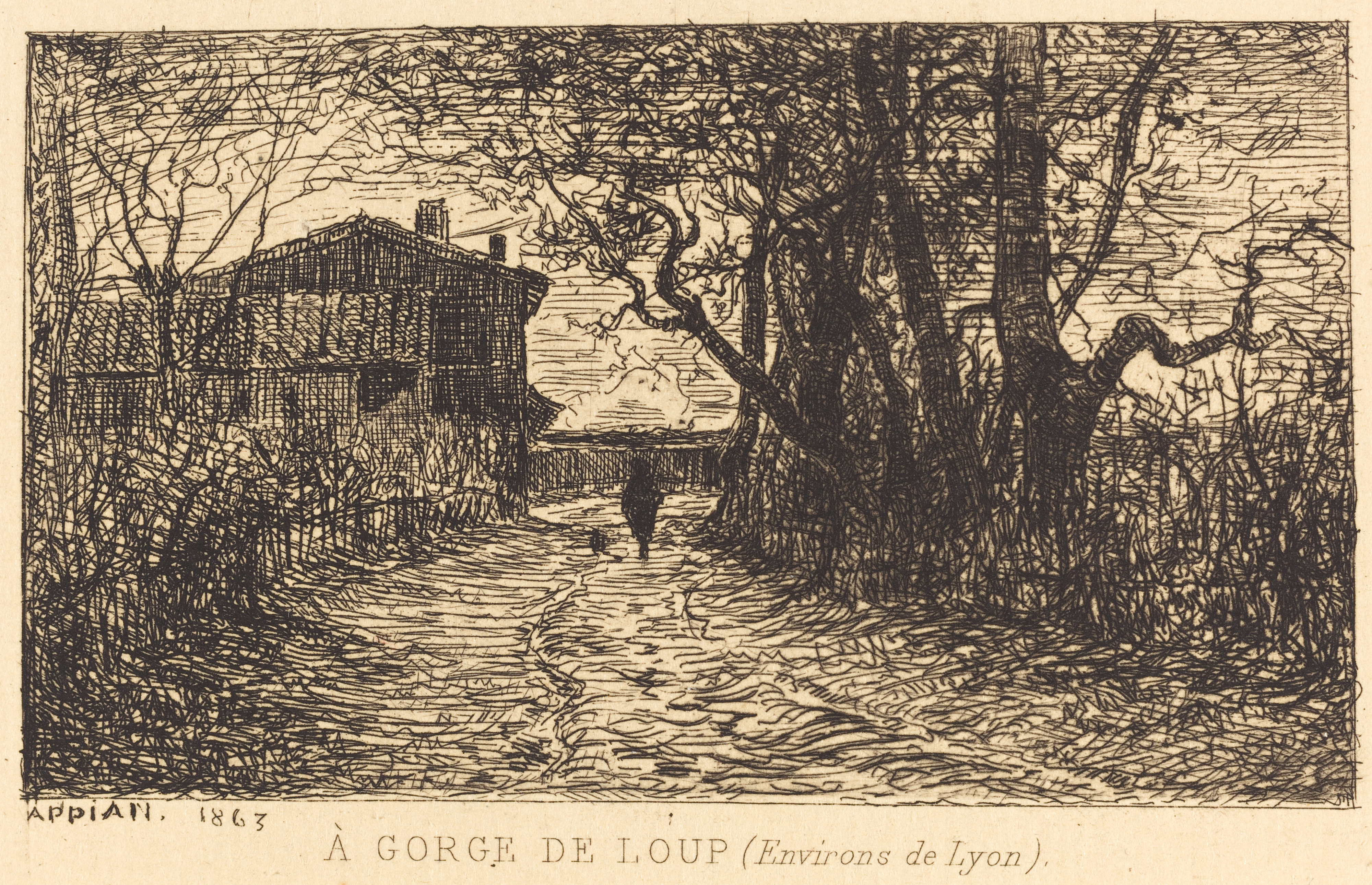
A Gorge de Loup, 1863, National Gallery of Art
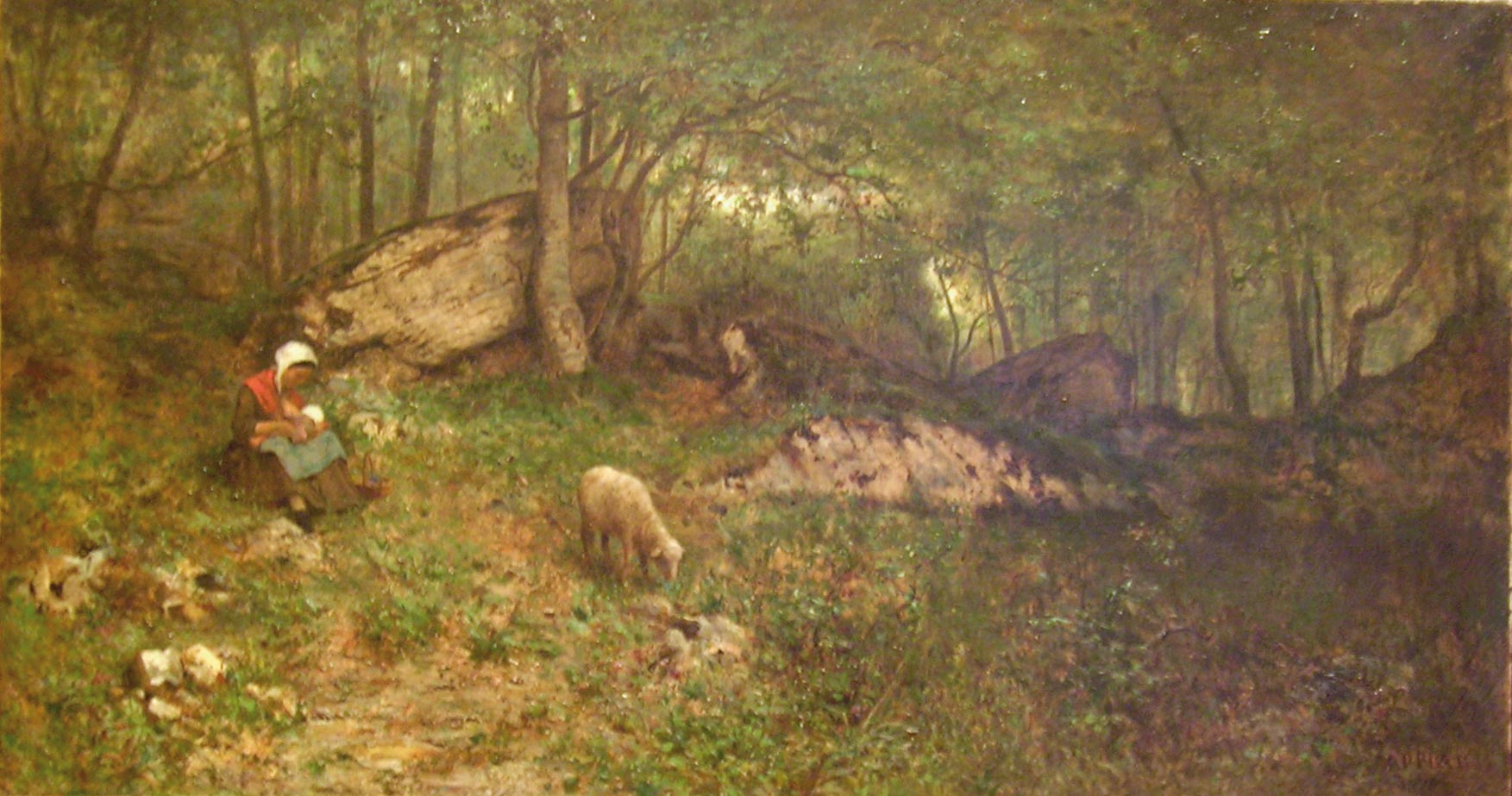
Le Haut du bois des roches (Rossillon), 1870
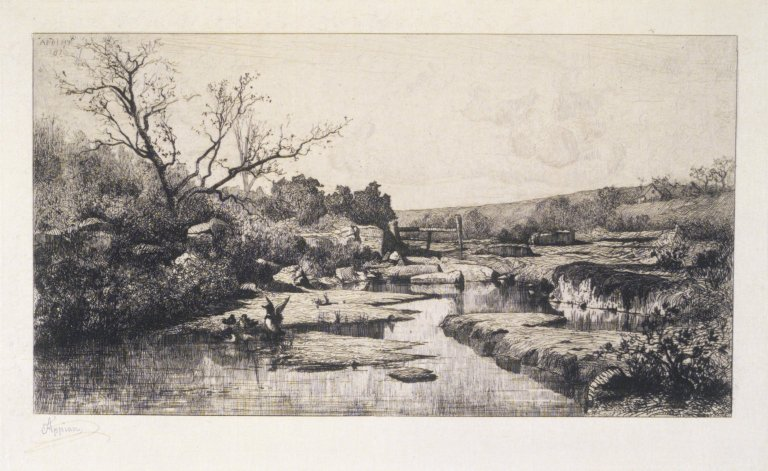
The Source of the Albarine, ca. 1870
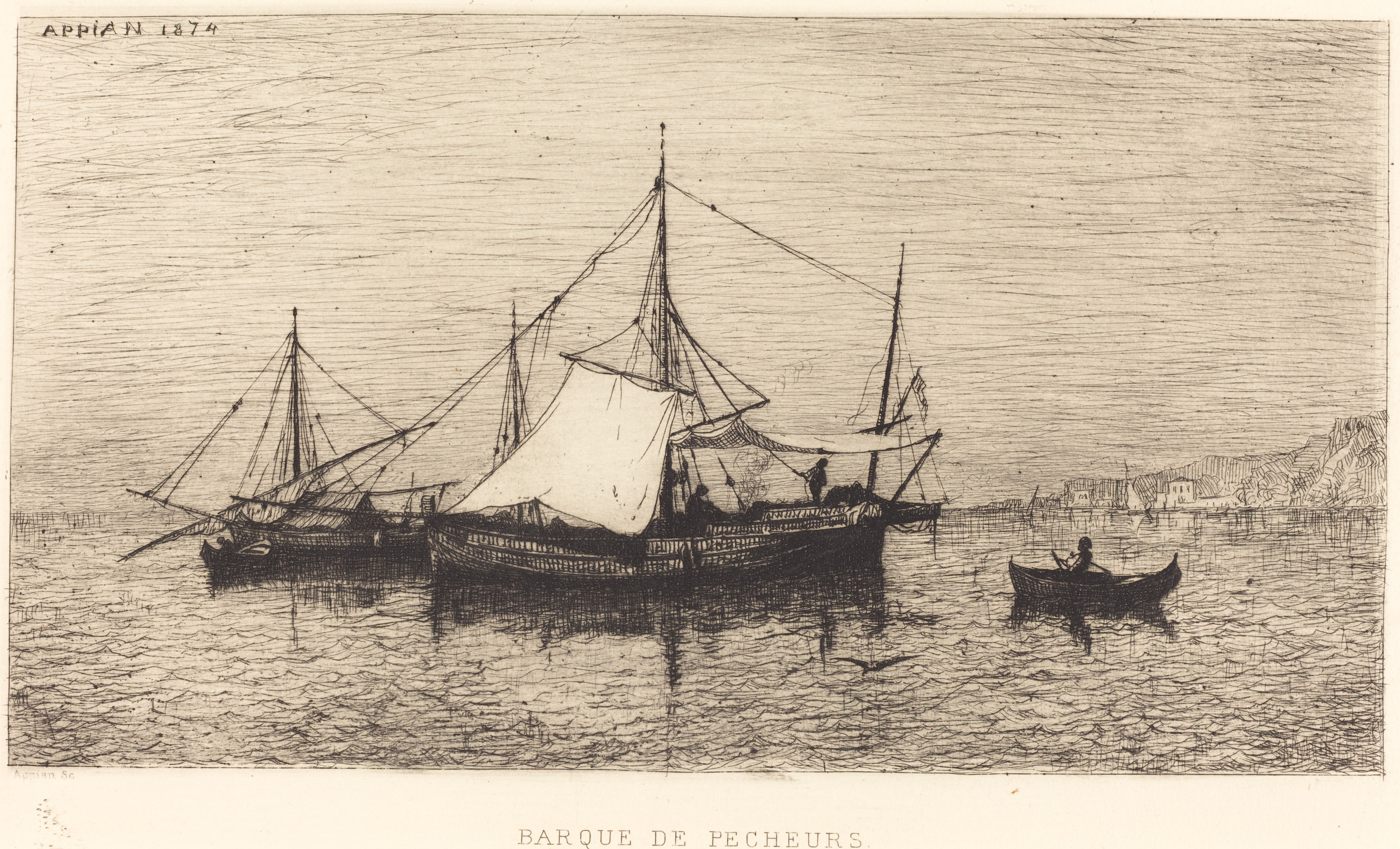
Barcă de pescuit, 1874, National Gallery of Art
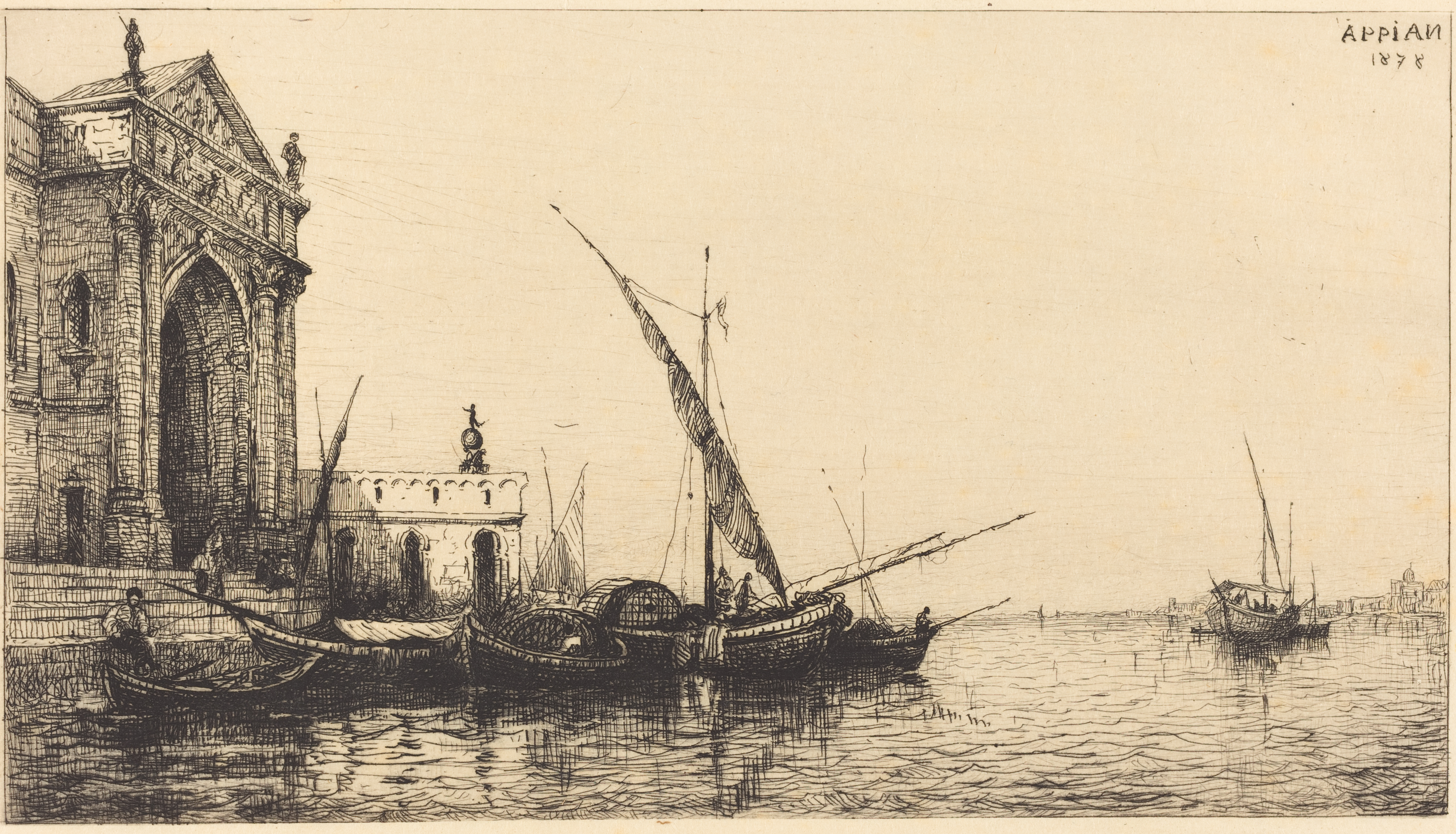
La Veneția, 1878, National Gallery of Art
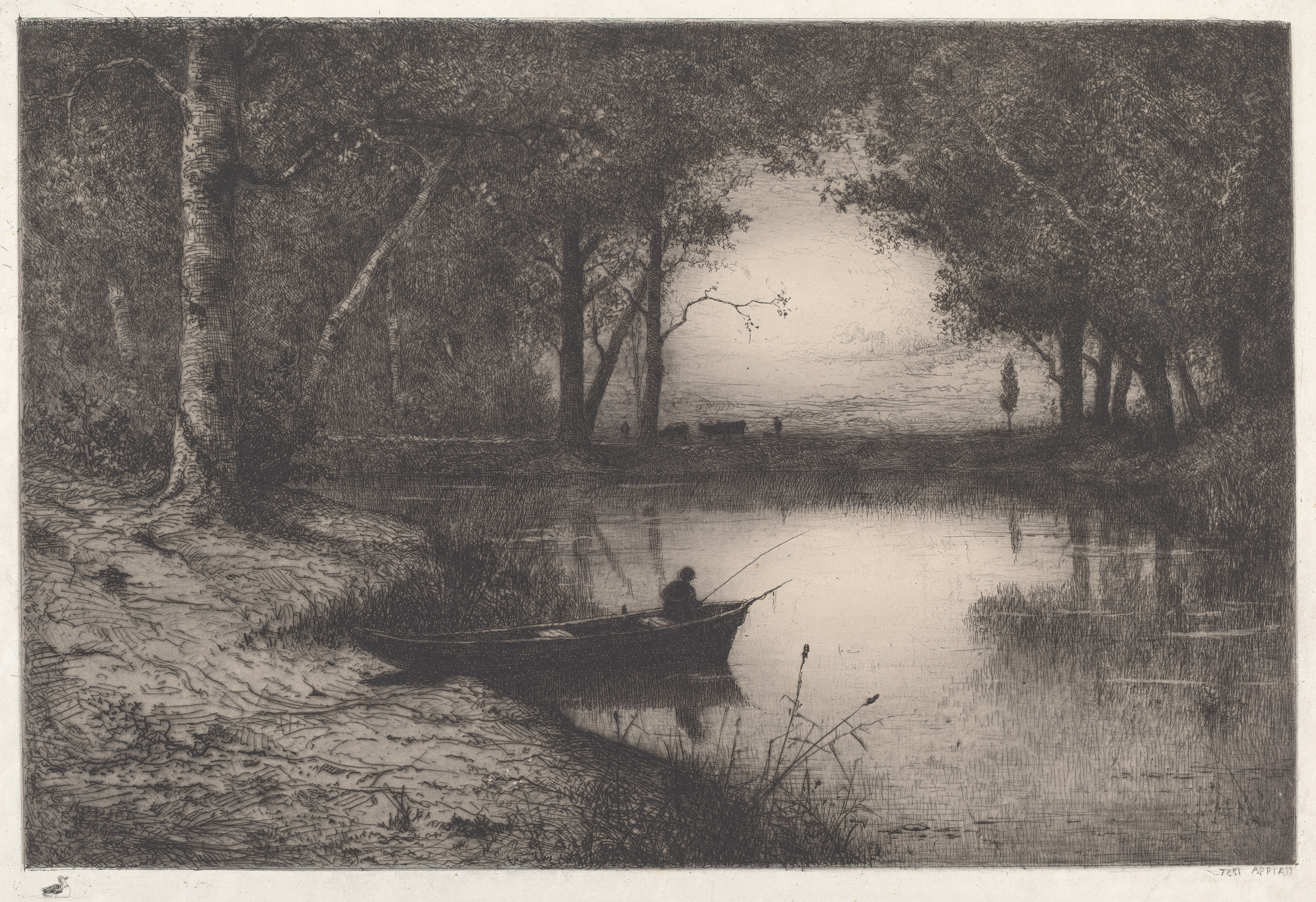
Un pescar într-un iaz împădurit seara, 1887, National Gallery of Art
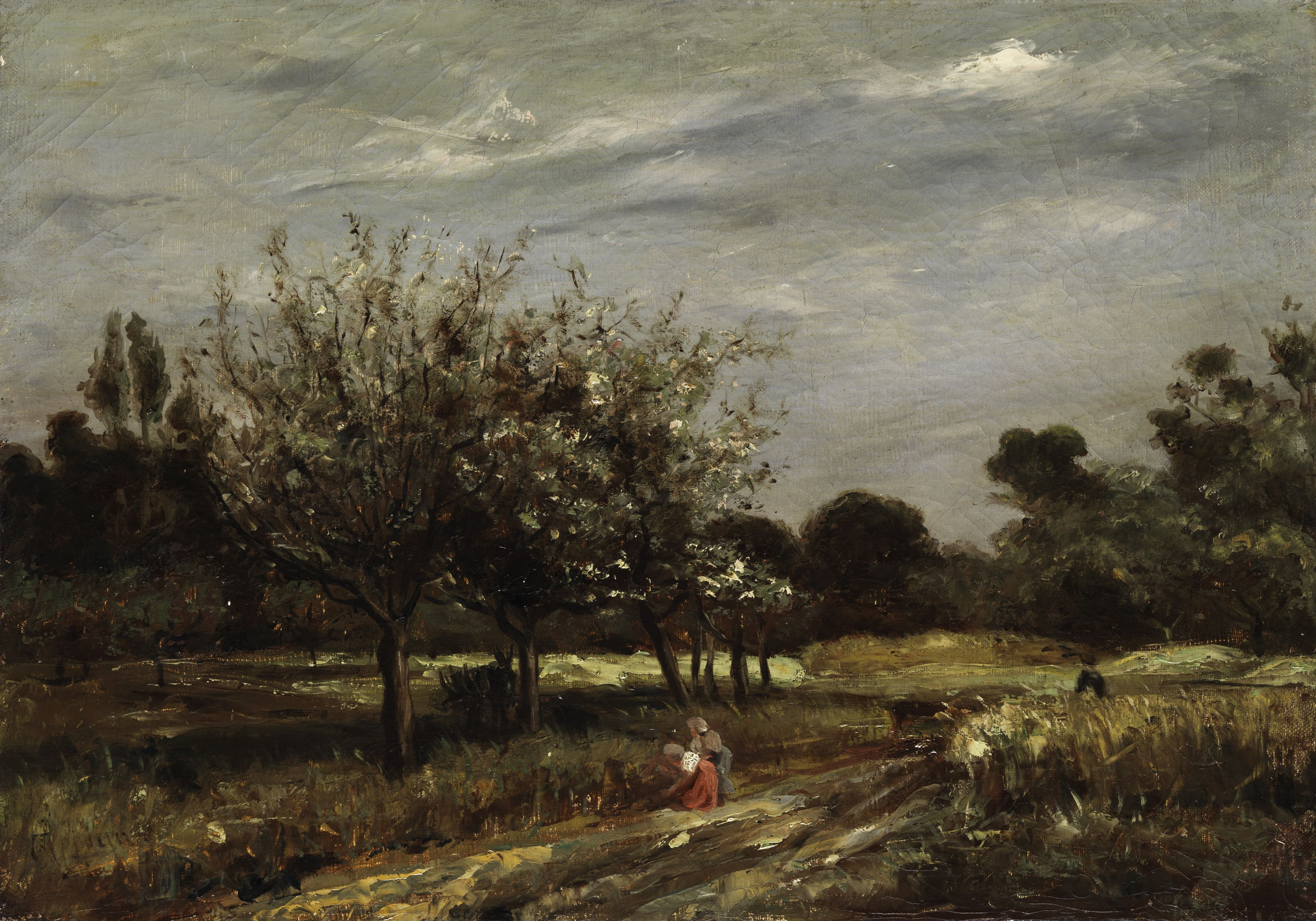
Peisaj cu livadă, by 1898